# Medicine Lake, Montana
Medicine Lake är en ort i Sheridan County i delstaten Montana, USA.